# Емца (река)
Емца — река в Архангельской области, левый приток Северной Двины (впадает в рукав Репный). Протекает по территории Плесецкого района, городского округа «Мирный» и Холмогорского района. Длина реки — 188 км. Площадь водосборного бассейна — 14 100 км². Средний расход воды у села Сельцо около 70 м³/с. Питание реки снеговое и дождевое.

## География

Бассейн Северной Двины

Истоком Емцы является слияние речек Режмы и Крестовой в 4 км от берега реки Онеги. Исток находится в довольно заболоченном месте. От своего истока до устья Емца течёт на северо-восток, лишь незначительно меняя направление течения. Течение Емцы можно разделить на верхнее, среднее и нижнее. Все населённые пункты на Емце находятся в верхнем и среднем течениях, так как среднее течение Емцы находится на территории ЗАТО Мирный (сейчас там находится несколько заброшенных посёлков, например Кодыш, Таймуга). В верхнем течении на Емце стоит посёлок Савинский. В верховье у Емцы быстрое течение, довольно много порогов, ширина реки не превышает 20 м, пойма почти отсутствует. Ширина реки у железнодорожного моста через Емцу (у деревни Река Емца) равна 30 м. В среднем течении Емца постепенно расширяется, берега незаселённые, лесные. Нижнее течение Емцы начинается от впадения крупнейшего притока Емцы — Мехреньги, который, хотя и является притоком Емцы, длиннее и многоводнее Емцы (Длина Мехреньги, для сравнения, равна 231 км, а Емцы на момент впадения Мехреньги — 120 км.). Нижнее течение Емцы довольно густо заселено: на 68 км нижнего течения приходится более 20 деревень. Самым крупным селом в нижнем течении Емцы является Емецк. В бассейне Емцы развит карст, чем Емца существенно отличается от других притоков Северной Двины первого порядка. Вода в Емце сильно минерализована. Река Емца судоходна весной от устья до Усть-Мехреньги, летом — до Емецка. В реке Емце водятся те же виды рыбы, что и в Северной Двине. В верховьях довольно много хариуса.
В верховье у Емцы очень быстрое течение, довольно много родников питает Емцу, поэтому Емца не замерзает в верховьях (хотя Емца находится на 63 параллели). В среднем течении на Емце вместо льда образуется лишь шуга, а ледостав проходит лишь в нижнем течении. К тому же, на Емце не бывает ледохода! Емца — одна из двух рек в мире, где не бывает ледохода, хотя он должен быть из-за географического положения. В нижнем течении вместо ледохода в конце апреля на реке возникают вращающиеся воронки, вокруг которых постепенно тает лёд. Природа этого явления до сих пор вызывает споры у учёных.

## Населённые пункты
- Меландово
- Шестово
- Савинский
- Река-Емца
- Усть-Мехреньга
- Погост (Сельцо)
- Шильцево
- Заполье
- Чухча
- Заборье
- Фатеевы
- Кузнечиха
- Таратины
- Подгор
- Емецк
- Аксёновы
- Заручевье
- Великий Двор
- Осередок
- Нижнее Заполье
- Нижний Конец
- Усть-Емца

## Притоки
- Сяменьга (левый)
- Шелекса (левый)
- Пярга (правый)
- Сухая Шелекса (левый)
- Ижожка (правый)
- Кочмас (правый)
- Мехреньга (правый)
- Тёгра (левый)
- Иога (правый)
- Ваймуга (левый)
- Большая Чача (правый)

## История
Некоторыми исследователями название реки связывается с финским этнонимом Емь. Из-за близости верховьев Емцы к реке Онеге, Емца была частью пути новгородцев к Белому морю (через Северную Двину). По Емце плыли ладьи как военные, так и торговые. Название Емцы упоминается в найденном в Великом Новгороде в Неревском конце в 1951 году в слое третьей четверти XI века деревянном цилиндре-замке (пломбе) № 1. На поверхности цилиндра имелись отпечатки некогда обматывавшего его шнура и были вырезаны княжеская геральдическая эмблема и надпись «Емьця гривны 3». Для слова Ѣмьцѧ Н. А. Макаровым предложена в 2003 году интерпретация названия реки (левого притока Северной Двины) и прилегающей к ней волости, вместо прежней интерпретации от ємьць — «сборщик дани, мечник». На цилиндре № 4, найденном в 1973 году в Загородском конце в слое XI века, имелся короткий поперечный канал, который был плотно забит деревянной пробкой слегка конической формы, а противоположный (более узкий) конец был расщеплён и заклинен, надпись на цилиндре «Емца 10 гривен».
В 1137 году (в лето 6645) вблизи устья Емцы был основан погост.
В Великом Новгороде на Троицком-XV раскопе в слоях рубежа XII—XIII веков была найдена деревянная дощечка-бирка длиной ок. 15 см с надписью «ꙊСТЪЄѢМЪЧѢ» («Устье Емци»), вырезанной красивым почерком.
В 1901 году по Емце сплавлено 18 судов и 2030 плотов с грузом в 5156 тыс. пудов, почти исключительно лесных материалов. На начало XX века начиная от впадения в нее реки Шелексы становится сплавной (на протяжении 149 вёрст), а последние 50 вёрст своего течения судоходна.
На 1970-е годы река сплавная, судоходная на протяжении около 25 км от устья.